# Distribució q gaussiana
En física matemàtica i probabilitat i estadística, la distribució q gaussiana és una família de distribucions de probabilitat que inclou, com a casos límit, la distribució uniforme i la distribució normal (gaussiana). El van presentar Díaz i Terol. És un q-analògic de la distribució gaussiana o normal.
La distribució és simètrica respecte a zero i està limitada, excepte en el cas límit de la distribució normal. La distribució uniforme limitadora es troba entre -1 i +1.

## Definició
Sigui q un nombre real a l'interval [0,1). La funció de densitat de probabilitat de la distribució q gaussiana ve donada per
{\displaystyle s_{q}(x)={\begin{cases}0&{\text{si }}x<-\nu \\{\frac {1}{c(q)}}E_{q^{2}}^{\frac {-q^{2}x^{2}}{[2]_{q}}}&{\text{si }}-\nu \leq x\leq \nu \\0&{\mbox{si }}x>\nu .\end{cases}}}
on
{\displaystyle \nu =\nu (q)={\frac {1}{\sqrt {1-q}}},}
{\displaystyle c(q)=2(1-q)^{1/2}\sum _{m=0}^{\infty }{\frac {(-1)^{m}q^{m(m+1)}}{(1-q^{2m+1})(1-q^{2})_{q^{2}}^{m}}}.}
El q -analògic [ t ] q del nombre real {\displaystyle t} està donat per
{\displaystyle [t]_{q}={\frac {q^{t}-1}{q-1}}.}
La funció de distribució acumulada de la distribució q gaussiana ve donada per
{\displaystyle G_{q}(x)={\begin{cases}0&{\text{si }}x<-\nu \\[12pt]\displaystyle {\frac {1}{c(q)}}\int _{-\nu }^{x}E_{q^{2}}^{-q^{2}t^{2}/[2]}\,d_{q}t&{\text{si }}-\nu \leq x\leq \nu \\[12pt]1&{\text{si }}x>\nu \end{cases}}}
on el símbol d'integració denota la integral de Jackson.